# Ross Chisholm
Ross Chisholm (Irvine, 14 gennaio 1988) è un ex calciatore scozzese, di ruolo centrocampista.